# Nasze wielkie rodzinne wesele
Nasze wielkie rodzinne wesele (ang. Our Family Wedding, 2010) – amerykańska komedia w reżyserii Ricka Famuyiwy.

## Fabuła
Marcus (Lance Gross) kończy medycynę, a Lucia (America Ferrera) postanawia rzucić prawo, by razem z ukochanym dołączyć do programu „Lekarze bez granic” i wyjechać na Sri Lankę. Przed wyjazdem postanawiają zaprosić swoich rodziców na uroczystą kolację, podczas której chcą ich poinformować, że zamierzają się pobrać. Wspólny wieczór okazuje się jednak porażką. Ślub jest wprawdzie dla nich, ale wesele to już sprawa ich rodzin.
Marcus i Lucia zdają sobie sprawę, że konieczne będzie załagodzenie rodzinnych sporów, których sprawcami są ich ojcowie, starający się ze wszystkich sił utrudnić przygotowania do najpiękniejszego dnia w życiu swoich dzieci. Zwłaszcza ojciec Lucii nie może pogodzić się z faktem, że ona rzuca studia, aby wyjść za mąż za mężczyznę o innym kolorze skóry. Marcus i Lucia mają zaledwie dwa tygodnie, by zapanować nad sytuacją. I przekonują się, że decydując się na wspólne życie, decydują się też na wspólne życie ze swoimi rodzinami.

## Obsada
- America Ferrera jako Lucia Ramirez
- Forest Whitaker jako Bradford Boyd
- Carlos Mencia jako Miguel Ramirez
- Lance Gross jako Marcus Boyd
- Regina King jako Angela
- Lupe Ontiveros jako Grandma
- Anjelah Johnson jako Isabel
- Shannyn Sossamon jako Ashley McPhee
- Fred Armisen jako Phillip Gusto